# Шмид, Иоганн Генрих Теодор
Иоганн Генрих Теодор Шмид (1799—1836) — немецкий философ.
Родился в Йене. Изучал в Гёттингене философию, филологию и богословие; в 1829 году получил должность доцента философии в Йене, а в 1830 году — профессора философии в Гейдельберге, где прожил до конца жизни.
Из его трудов наиболее известны следующие: «История средневекового мистицизма в эпоху его становления» (Йена, 1824); «Метафизика внутренней природы» (Лейпциг, 1834); «Критика учения Шлейермахера о вере» (там же, 1835); «Лекции о сущности философии и её значении для науки и жизни» (Штутгарт, 1836).